# IV. Ardaván pártus király
IV. vagy V. Ardaván (Ardawân, görögül Artabanosz) az egyik utolsó parthus király 213-tól 224-ig.
Artabanosz a valószínűleg 207-ben elhunyt IV. Vologaészész fia volt. A médiiai tartományok birtokosaként (kb. 213-ban) fellázadt bátyja, V. Vologaészész ellen. 216-ra kiterjesztette hatalmát a birodalom mezopotámiai részére, bár Vologaészész egészen 222-ig vagy 223-ig veretett pénzt Szeleukeiában. Caracalla római császár 216-ban megtámadta Artabanoszt, kifosztotta Média nagy részét, s megszentségtelenítette pártus királyi sírokat Arbelában (ma Erbíl, Irak).
217-ben Artabanosz ellentámadásba lendült: Caracallát meggyilkolták, utóda, Macrinus pedig 217 nyarán súlyos vereséget szenvedett NiszibisznélA római császárnak így békét kellett kötnie, és jelentős hadisarcot fizetnie.
Időközben azonban a Szászánida-dinasztiához tartozó Ardasír, aki 208-ban Perszisz vazallus királyaként kezdte uralkodását, egyre jobban kiterjesztette hatalmát, és a parthus uralom  megdöntésére szövetségeseket toborzott magának Iránban. A lázadás kiterjedt az egész térségre. Artabanosz végül az Ardasír ellen vívott csatában vesztette életét.